# Catherine Ngila

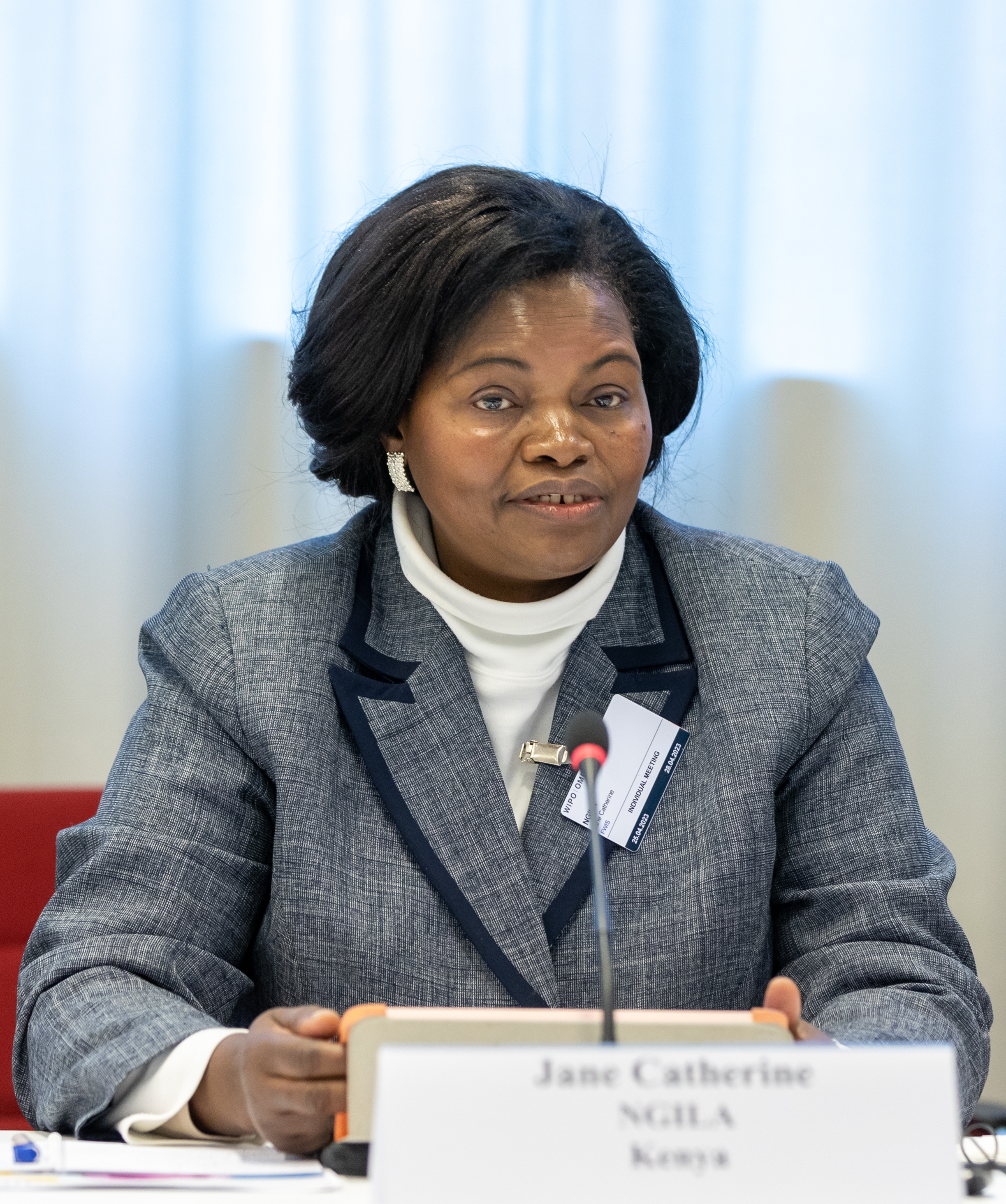
Catherine Ngila

 Catherine Jane Ngila, auch Jane Catherine Ngila (* 1961 in Ithiani village, Kitui County) ist eine kenianische Chemikerin, die für ihren Beitrag zur Wasserqualität und zum Wasserressourcenmanagement in Afrika mit dem UNESCO-L’Oréal-Preis  für Frauen in der Wissenschaft ausgezeichnet wurde.

## Werdegang
Als Tochter der vierten Ehefrau eines Stammesvaters wuchs Ngila in einer Familie mit 27 Kindern auf. Ihre Mutter starb, als sie fünf Jahre alt war. Sie war das erste Mitglied dieser Familie, das eine Universitätsausbildung absolvierte. An der Kenyatta-Universität in Nairobi erlangte sie 1986 einen Abschluss als Bachelor of Education in Science (BEd) und 1992 einen Masterabschluss in Chemie (MSc). 1996 promovierte sie an der University of New South Wales in Sydney, Australien.

## Wissenschaftliche Karriere
Ihre Lehr- und Forschungslaufbahn begann 1989, als sie an der Kenyatta-Universität zunächst als Tutorin angestellt und 1996 zur Dozentin befördert wurde. Von 1998 bis 2006 arbeitete sie als Dozentin an der Universität von Botswana und von 2006 bis 2011 an der Universität von KwaZulu-Natal in Durban, Südafrika, bevor sie im April 2011 eine Stelle als ordentliche Professorin für Analytische und Umweltchemie an der Universität Johannesburg antrat, wo sie später auch die Abteilung für Angewandte Chemie leitete.
Von April 2017 bis zum Februar 2020 war sie Stellvertretende Direktorin am Morendat Institute of Oil & Gas (MIOG) in Nairobi und von Februar 2020 bis Januar 2021 stellvertretende Rektorin für akademische Angelegenheiten an der Riara University in Nairobi, Kenia. Ab Januar 2021 arbeitete sie für knapp zwei Jahre bis zum November 2022 als amtierende Exekutivdirektorin für die Afrikanische Akademie der Wissenschaften, in die sie 2018 als Fellow gewählt wurde.
Seit April 2020 arbeitet sie als Gastprofessorin an der Universität von Johannesburg im Bereich für Analytische und Umweltchemie. An der Universität von Nairobi sowie an der Masinde Muliro University of Science and Technology in Kakamega hält sie ebenso eine Gastprofessur.
Für den Zeitraum 2024 bis 2025 wurde sie durch den UN-Generalsekretär in die United Nations Group of Ten High-level Representatives of Civil Society, Private Sector and Scientific Community to Promote Science, Technology and Innovation for the SDGs berufen.
Catherine Ngila hatte im August 2025 einen Google Scholar einen h-Index von 47.

## Arbeitsschwerpunkte
Ngilas Forschungsarbeit konzentriert sich vor allem auf die Nanotechnologie für die Wasseraufbereitung, die Überwachung der Wasserqualität und die Entwicklung von Analysemethoden zum Nachweis von Substanzen in verschiedenen Umweltmatrizes. Sie sagt, ihr Traum sei es, einen kommerziell nutzbaren Nanofilter für Wasser herzustellen, der Verunreinigungen in einem einzigen Filterzyklus entfernt und es afrikanischen Familien in ländlichen Gebieten ermöglicht, erschwingliche Wasserfilter in ihren Häusern zu installieren. Es gehe um einen Kontinent, auf dem jeder Zugang zu sicherem und sauberem Trinkwasser hat.
Catherine Ngila setzt sich für die Förderung von Frauen in der Wissenschaft ein und ist geschäftsführende Direktorin der African Foundation for Women  & Youth in Education, Science, Technology and Innovation (ESTI).

## Auszeichnungen
- 2016: Beste weibliche Naturwissenschaftlerin in Südafrika[1]
- 2017: African Union Kwame Nkrumah Award als Beste Wissenschaftlerin  in der Ostafrika-Region[1]
- 2021: L’Óreal Unesco Award for Women in Science[14] für die Region Afrika und Arabische Staaten[15]
- 2025: IUPAC Award for Distinguished Women in Chemistry or Chemical Engineering[16]